# اوترفینگ
اوترفینگ (به آلمانی: Otterfing) یک شهر در آلمان است که در بایرن واقع شده‌است.

## خصوصیات
اوترفینگ ۱۸٫۴۰ کیلومترمربع مساحت دارد ۶۷۵ متر بالاتر از سطح دریا واقع شده‌است.